# Redvers
Redvers est une ville du sud-est de la Saskatchewan au Canada.

## Démographie
| 2001 | 2006 | 2011 | 2016  |
| ---- | ---- | ---- | ----- |
| 917  | 878  | 975  | 1 042 |